# Franz Rothmund
Franz Rothmund (* 13. März 1873 in Schweinfurt; † 8. Mai 1954 in Unterrodach bei Kronach) war von 1946 bis 1947 Bürgermeister von Bad Kissingen.

## Leben
Franz Rothmund war zunächst beruflich bei der Post tätig, wo er als Postamtmann in den Ruhestand ging. Am 24. Mai 1902 heiratete er die Bad Kissingerin Anna Helene Schopf. Im Alter von 73 Jahren wurde Rothmund  1946 vom Bad Kissinger Stadtrat zum Ersten Bürgermeister von Bad Kissingen gewählt. Er wurde zum Nachfolger von Franz Meinow berufen, der am 25. Mai 1946 zum Landrat in Ochsenfurt gewählt worden war.
Rothmund war allerdings zum 1. Mai 1933 der NSDAP beigetreten, wenngleich seine Aufnahme letztlich abgelehnt wurde. Und so wurde Rothmund bereits kurz nach seinem Amtsantritt wegen des Vorwurfs der Fragebogenfälschung im Entnazifizierungsverfahren suspendiert. Der Fall kam vor das Mittlere Militärgericht in Würzburg. Einen Rücktritt als Bürgermeister lehnte Rothmund jedoch ab, da dies einem Schuldgeständnis gleichkomme. Vom 27. September 1946 bis 18. April 1947 leitete er dann wieder die Stadtratssitzungen. Danach war er jedoch wieder beurlaubt. Am 30. April 1947 wählte der Bad Kissinger Stadtrat dann Karl Fuchs zu seinem Nachfolger. Damit schied Rothmund auch aus dem Stadtrat aus.
1954 starb Rothmund im oberfränkischen Unterrodach.